# Silene alexandrina
Silene alexandrina är en nejlikväxtart som först beskrevs av Aschers., och fick sitt nu gällande namn av Avinoam Danin. Silene alexandrina ingår i släktet glimmar, och familjen nejlikväxter. Inga underarter finns listade i Catalogue of Life.